# Yahoo! Messenger
Yahoo! Messenger is een freeware-chatprogramma van het Amerikaanse internetbedrijf Yahoo!. Het programma maakt gebruik van het propriëtaire YMSG-protocol en is beschikbaar voor Mac, iOS en Windows. Er bestaat ook een webversie die niet geïnstalleerd hoeft te worden maar deze beschikt over minder mogelijkheden. Yahoo! Messenger wordt voornamelijk gebruikt in de Verenigde Staten.
Nieuwe gebruikers maken eerst een Yahoo! ID aan, waarmee ze aan alle diensten van de portaalwebsite Yahoo! kunnen deelnemen, inclusief Yahoo! Messenger. Het programma lijkt op Microsofts Windows Live Messenger, dat stopgezet werd.

## Compatibele software
Software die compatibel is met het YMSG-protocol is onder meer Adium, BitlBee, Centericq, Digsby, Fire, imeem, IMVU, Gyachi, Tokbox, MECA Messenger, Meebo, Meetro, Miranda IM, Paltalk, Pidgin, Proteus, PLAYXPERT, Qnext, Simple Instant Messenger, Trillian, Windows Live Messenger, Kopete en VoxOx.

## Toegangs- en sneltoetsen voor Windows
| Sneltoets     | Actie                                 |
| ------------- | ------------------------------------- |
| F1            | Help                                  |
| Ctrl+Alt+A    | Status instellen op beschikbaar       |
| Ctrl+Alt+B    | Status instellen op bezet             |
| Ctrl+Alt+I    | Status instellen op offline weergeven |
| Ctrl+Shift+F8 | Mijn schermafbeelding aanpassen       |
| Ctrl+Shift+P  | Opties                                |
| Ctrl+Shift+D  | Log in met gsm                        |
| Ctrl+Shift+A  | Contactpersoon toevoegen              |
| Ctrl+H        | Zie/verberg offline contactpersonen   |
| Ctrl+M        | Verzend een chatbericht               |
| Ctrl+L        | Bel een computer                      |
| Ctrl+K        | Bel een telefoonnummer                |
| Ctrl+T        | Verzend een SMS-bericht               |
| Ctrl+Y        | Verzend een e-mail                    |
| Ctrl+Shift+C  | Mijn contactdetails bekijken          |
| Ctrl+Shift+M  | Mijn contactpersonenlijst             |
| Ctrl+Shift+R  | Contactdetails bekijken               |